# Wim van der Veen
Wim van der Veen is een Nederlandse voormalige bowler die tot de wereldtop behoorde.
In de AMF World Cup van 2006 eindigde hij op een 24e plaats. Hij speelde ook mee in de World Tenpin Masters van 2006.
Van der Veen is 2,06 meter lang en woonachtig in een Duits dorpje bij de grens met Nederland.